# Gráfel Lajos
Gráfel Lajos (szlovákul Ľudovít Gráfel) helytörténész, komáromi hivatalnok.

## Élete
Korábban a Műemlékvédelmi Hivatalnál dolgozott, majd a komáromi Városi Hivatal osztályvezetője, illetve a Pro Castello Comaromiensi igazgatója lett.
Aktívan részt vállalt abban, hogy 1986-ban a komáromi erődrendszert nemzeti örökséggé nyilvánítsák. Több tervet is kidolgozott az erődrendszer revitalizációjával kapcsolatban.
2018-ban összeállította id. Gráfel Lajos komáromi viziturisztikai emlékeit.

## Művei
- 1987 Pevnostný systém mesta Komárna. Ochrana prírody a pamiatok v Západoslovenskom kraji I/ 1, 88-93.
- 1994 Rímske lapidárium. Pamiatky a múzeá 1994/4, 45. (tsz. Déneš Éva)
- 1999 Nec arte Nec marte - a komáromi erődrendszer. Komárom. ISBN 8096793020
- 2006 Nec arte nec marte - A komáromi erődrendszer. Komárom.
- Pevnostný systém Komárna. Bratislava.
- 2021 Komárom története képeslapokon - Komárno na dobových pohľadniciach[2]

## Elismerései
- 2007 Szlovákia Kultúrminiszterének díja 2006 - kultúrörökség kategória[3]
- 2021 Komárom polgármesterének díja[4]